# Steven Wood
Steven Wood (Brisbane, 17 marzo 1961 – Brisbane, 23 novembre 1995) è stato un canoista australiano specializzato nel kayak e nelle gare di maratona.
È stato un borsista dell'Australian Institute of Sport nel 1988 e 1991-1992. Ha preso parte a due edizioni dei Giochi olimpici, vincendo una medaglia di bronzo nel K4 a Barcellona 1992, in squadra con Ian Rowling, Kelvin Graham e Ramon Andersson. Ha partecipato ai Campionati mondiali di canoa vincendo la medaglia di bronzo nel K2 1000 m a Montréal nel 1986, e la medaglia d'argento nel K4 10.000 m a Parigi nel 1991.
Nel 1990 ha sposato la canoista olandese Annemarie Cox. Nel 1995, a 34 anni, si è tolto la vita probabilmente a causa di un ricorrente infortunio al gomito.

## Palmarès
| Anno | Manifestazione       | Sede       | Evento      | Risultato | Prestazione | Note |
| ---- | -------------------- | ---------- | ----------- | --------- | ----------- | ---- |
| 1986 | Mondiali             | Montréal   | K2 1.000 m  | Bronzo    | -           |      |
| 1991 | Mondiali             | Parigi     | K4 10.000 m | Argento   | -           |      |
| 1992 | Giochi olimpici      | Barcellona | K4 1.000 m  | Bronzo    | -           |      |
| 1992 | Mondiali di maratona | Brisbane   | K2 maratona | Oro       | -           |      |